# Leioproctus paraguayensis
Leioproctus paraguayensis là một loài Hymenoptera trong họ Colletidae. Loài này được Schrottky mô tả khoa học năm 1907.